# William Hanna
William Hanna (14 tháng 7 năm 1910 - 22 tháng 3 năm 2001) là một đạo diễn, diễn viên lồng tiếng, nhạc sĩ và Nhà sản xuất,phim hoạt hình người Mỹ. Các tác phẩm của ông đã được đón nhận bởi hàng triệu người trong phần lớn thế kỷ 20.